# BC Apollo in het seizoen 2017-18
Het seizoen 2017-18 van BC Apollo was het 7e seizoen van de basketbalclub uit Amsterdam. De club speelde dit jaar voor de zesde keer in de DBL en in de NBB-Beker.

## Verloop van het seizoen
Gelijk bij het ingang van de zomerstop werd bekend dat Aron Royé voor tweejarig contract getekend heeft bij Donar Groningen. Even later werd ook bekend dat Sergio de Randamie naar ZZ Leiden zou gaan spelen. Veel spelers vertrokken, en Apollo moest weer een nieuwe selectie opbouwen. De kernspelers die bleven waren Dimeo van der Horst, Max van Schaik en Jesse Markusse. Berend Weijs keerde na drie jaar Promotiedivisie terug naar Apollo en kwamen Akeel Eduardo en Rens van Ravensteijn over van BSW Weert. Veel spelers van eigen jeugd vulde de overige posities op. Aan het begin van de competitie kwam de Syrische Michael Madanly Apollo versterken. Madanly bleek een rasschutter te zijn die bijna elke wedstrijd boven de 20 punten eindigde. Van de eerste vier wedstrijden won Apollo er drie, maar daarna ging het erg moeizaam. Voor de winterstop werd er niks meer gewonnen en vertrok Madanly naar Forward Lease Rotterdam. Na de winterstop kwam Aron Royé terug naar de hoofdstad. Bij Donar zat hij voornamelijk op de bank. Met Royé in het team won Apollo zoal van Aris Leeuwarden en kwam het dicht bij overwinningen tegen New Heroes Den Bosch, Landstede Basketbal en Donar Groningen. Maar het bleek niet voldoende te zijn en moest Apollo genoegen nemen met een 7e plek, wat hen geen toegang tot de play-offs gaf.

## Selectie
2009/10 · 2010/11 · 2011/12 · 2012/13 · 2013/14 · 2014/15 · 2015/16 · 2016/17 · 2017/18 · 2018/19 · 2019/20
Apollo Amsterdam · New Heroes Den Bosch  · Donar · Aris Leeuwarden · ZZ Leiden · Challenge Sports Rotterdam · BS Weert · Landstede Basketbal · Den Helder Suns